# Matthew Whitworth–Aylmer, 5. baron Aylmer
Matthew Whitworth-Aylmer, 5. baron Aylmer (Matthew Whitworth-Aylmer, 5th Baron Aylmer of Balrath, 8th Baronet Aylmer of Balrath) (24. května 1775 – 23. února 1850, Londýn, Anglie) byl britský generál z irské šlechtické rodiny. Od dětství byl jako dědic titulu barona irským peerem, vynikl v napoleonských válkách, hodnosti generála dosáhl v roce 1825. V letech 1830–1835 byl generálním guvernérem v Kanadě.

## Životopis
Pocházel z irského šlechtického rodu, byl pravnukem admirála Matthewa Aylmera (1650–1720). Narodil se jako starší syn 4. barona Aylmera, po matce Catherine Whitworth byl synovcem diplomata a irského místokrále hraběte Whitwortha. Jako dítě zdědil po otci titul barona s irským peerstvím (1785) a od roku 1787 sloužil v armádě. Již v šestnácti letech byl poručíkem, později strávil půl roku ve francouzském zajetí a v roce 1800 dosáhl hodnosti majora. Za napoleonských válek bojoval převážně ve Španělsku, v roce 1810 byl jmenován plukovníkem a v letech 1810–1813 zastával funkci pobočníka krále Jiřího III. V letech 1812–1814 byl zástupcem generálního pobočníka armády a v letech 1814–1823 generálním pobočníkem v Irsku, mezitím dosáhl hodnosti generálmajora (1813) a v roce 1815 se stal rytířem Řádu lázně. V roce 1825 po strýci přijal příjmení Whitworth (Whitworth–Aylmer) a téhož roku byl povýšen na generála.
V letech 1830–1835 byl generálním guvernérem v Kanadě (respektive v provincii Dolní Kanada - Québec). Do funkce byl jmenován na počátku vlády Viléma IV., který měl s rodinou Aylmerů přátelské vztahy. Aylmer se do úřadu dostal bez jakýchkoli předchozích zkušeností s civilní administrativou a projevil naprostý nedostatek politických schopností pro zvládnutí začínajících rebelií, které vyvrcholily koncem 30. let 19. století. Mimo jiné striktně prosazoval užívání angličtiny ve francouzsky mluvících oblastech. Odvolán byl v roce 1835 a jeho nástupcem se stal hrabě z Gosfordu. Mimo aktivní službu byl povýšen na generála (1841) a získal velkokříž Řádu lázně (1836).
V roce 1801 se oženil s Louise Call (1778–1862), která se v Kanadě věnovala charitě. Jejich manželství zůstalo bez potomstva a titul barona zdědil Matthewův mladší bratr admirál Frederick Aylmer (1777–1858). Další bratr Henry Aylmer (1776–1798) se utopil v Rusku, kde pobýval se strýcem Charlesem Whitworthem. Nejmladší bratr James Thomas Aylmer (1785–1813) zemřel v Indii.